# Tsotsitaal jezik
Tsotsitaal jezik /=‘speech of young gang member, criminal, or thug’/ (ISO 639-3: fly), gotovo izumrli jezik koji se osobito govorio u južnoafričkoj provinciji Gauteng, na području velikih gradova Johannesburg, Pretoria, Bloemfontein i drugih. Nastao je negdje od 1886. u rudnicima zlata u Transvaalu, a kreoliziran je oko 1930. i koristio se negdje do najkasnije 1980.-tih godina
U sebi ima dosta riječi iz jezika bantu, afrikaansa, engleskog i drugih nepoznatog porijekla. Afrikaansu nije razumljiv. Blizu je izumiranja.

## Vanjske poveznice
- Ethnologue (14th)
- Ethnologue (15th)